# طاهرلی
طاهرلی (به ترکی آذربایجانی: Tahirli، همچنین Tairli) یک منطقه مسکونی در جمهوری آذربایجان است که در شهرستان یاردیملی واقع شده است. طاهرلی ۵۲۲ نفر جمعیت دارد.